# IC 3087
IC 3087 је двојна звијезда у сазвјежђу Дјевица која се налази на листи објеката дубоког неба у Индекс каталогу.
Деклинација објекта је + 13° 17' 21" а ректасцензија 12h 16m 26,6s.